# Sandro Sukno
Sandro Sukno (Ragusa, 30 giugno 1990) è un ex pallanuotista e allenatore di pallanuoto croato, tecnico della Pro Recco.

## Biografia
Nato a Ragusa anche suo padre Goran è stato vincitore di una medaglia d'oro alle Olimpiadi come pallanuotista.

## Carriera

### Giocatore

#### I problemi cardiaci ed il ritiro
Nell'ottobre 2017, durante una visita di routine precampionato svoltasi a Milano, gli viene diagnosticato un problema cardiaco con conseguente fermo di 2 mesi dall'attività agonistica. Il 22 dicembre dello stesso anno non riceve l'idoneità sportiva per i problemi diagnosticatoli terminando così l'avventura con il Pro Recco prima della scadenza del contratto prevista per l'estate 2018. Nel marzo 2018 esegue a Cleveland un'operazione al cuore per potere tornare a giocare, operazione che riesce con successo. Nell'agosto 2018, dopo 7 anni dall'ultima volta, fa ritorno al Jug Dubrovnik allenato da Vjekoslav Kobešćak prendendo in carica la storica calottina con il numero 9. Ad ottobre ritorna in piscina per la prima volta dopo l'operazione riprendendo così l'attività sportiva attraverso allenamenti monitorati. Ad aprile 2019 dopo ben sei mesi dal ritorno in vasca attende dai medici il via libera per poter tornare a giocare, i riscontri con i medici però non si rivelano positivi data una condizione clinica non ottimale per l'atleta che, il 19 maggio, annuncia ufficialmente il ritiro dall'attività agonistica.
Nel 2017 ha vinto il Total Waterpolo Player Award.

### Allenatore

#### Gli inizi e la chiamata della Pro Recco
Intraprende la carriera da allenatore dapprima come assistente di Ivica Tucak durante il Mondiale di Gwangju 2019 e l'Europeo di Budapest 2020 per poi nel luglio 2020 prendere le redini del Primorac. Guida per una stagione il club montenegrino perdendo la Coppa di Montenegro in finale contro il Jadran H.N. per 12 a 6. Scaduto il contratto che lo legava con il club di Cattaro, il 16 giugno 2021 viene annunciato sulla panchina del Pro Recco come successore di Gabriel Hernández. Il 20 dicembre seguente agguanta il primo successo alla guida del club ligure, vince la Supercoppa LEN battendo in finale il Szolnok. Il 13 marzo 2022 vince anche la Coppa Italia contro l’AN Brescia. Due mesi dopo sempre contro i bresciani vince anche lo scudetto. Il 4 giugno infine vince il quarto trofeo stagionale ovvero la Champions League battendo il Novi Beograd. Nella stagione successiva si ripete, conquistando nuovamente, alla guida della formazione recchelina, tutte le competizioni a cui prende parte (Supercoppa LEN, Coppa Italia, Serie A1 e Champions League). Nei due anni seguenti si aggiudica altri due scudetti, una Supercoppa LEN, una Coppa Italia ed una LEN Euro Cup (la prima della storia per il club ligure).

## Palmarès

### Giocatore

#### Club

##### Trofei nazionali
- Campionato italiano: 4

Pro Recco: 2011-2012, 2015-2016, 2016-2017, 2017-2018
- Coppe Italia: 1

Pro Recco: 2015-2016
- Campionato croato: 3

Jug Dubrovnik: 2010-2011
Primorje: 2013-2014, 2014-2015
- Kup Hrvatske: 4

Jug Dubrovnik: 2009-2010
Primorje: 2012-2013, 2013-2014, 2014-2015

##### Trofei internazionali
- LEN Champions League: 1

Pro Recco: 2011-2012
- Lega Adriatica: 4

Pro Recco: 2011-2012
Primorje: 2012-2013, 2013-2014, 2014-2015
- Supercoppa LEN: 1

Pro Recco: 2015

### Allenatore

#### Club

##### Trofei nazionali
- Campionato italiano: 4

Pro Recco: 2021-2022, 2022-2023, 2023-2024, 2024-2025
- Coppe Italia: 3

Pro Recco: 2022, 2023, 2025

##### Trofei internazionali
- Supercoppa LEN: 3

Pro Recco: 2021, 2022, 2023
- LEN Champions League: 2

Pro Recco: 2021-2022, 2022-2023
- Coppe LEN: 1

Pro Recco: 2024-2025